# さらば青春の光がTaダ、Baカ、Saワギ
『さらば青春の光がTaダ、Baカ、Saワギ』（さらばせいしゅんのひかりがタダ、バカ、サワギ）は、TBSラジオで放送されているお笑いコンビ・さらば青春の光（森田哲矢・東ブクロ）が出演するラジオ番組。通称「タダバカ」。

## 概要
2018年7月8日と2019年7月14日にTBSラジオで特番『さらば青春の光のGO!GUY!』を放送。その実績が認められ2020年1月4日から毎週土曜17:15〜17:30でレギュラー放送が開始された。同年4月4日からは放送時間を毎週日曜3:00〜3:30に移動および拡大をしている。
番組タイトルは2019年12月19日に行われたイベント『ザ・森東 株主総会』内で複数案の中から選出され決定した。「Taダ、Baカ、Saワギ」の表記については「“TBS”を混ぜることでまずはTBS社内から番組名を広めたい」と、考案者である東ブクロが初回放送で語っている。
TBSラジオクラウドでは過去の放送および限定アフタートークを配信している。
2021年6月に発表された、「リスナーが本気で選んだラジオ番組最強番付2021」芸人部門で3位を獲得した。
Twitterで使用するハッシュタグは「#タダバカ」だが、Twitterの仕様上トレンド入りすることはない（「バカ」というワードが誹謗中傷ワードと認識されるため）。

## コーナー
メインパーソナリティであるさらば青春の光、及びスタッフ陣の飽きっぽさ(？)からか、ひょんなことからコーナーが作られ、3、4週放送されてはまた新たなコーナーが作られるというループが続いている。そのため事実上終了とも言えるコーナーが数多く存在し、番組初期から現在(2024年)まで続いているコーナーはCITY汁CLUBのみである。

### 放送中のコーナー

#### CITY 汁 CLUB
オープニングで行われるコーナー。TBSラジオで平日の同時間帯に放送されている『CITY CHILL CLUB』のタイトルパロディコーナー。オシャレとエロが融合したメールを募集するが、回を追うごとに言葉遊びやダジャレを含む内容のメールが多くなってきてしまっている。

#### さらば川柳の光
サラリーマン川柳のような、世相や日常生活の哀愁を秀逸に詠み込んだ川柳を募集するコーナー。本家のサラリーマン川柳に送られていてもおかしくないほど無駄にクオリティが高いネタが多く寄せられ、森田のお気に入りコーナーとなっている。実際にサラリーマン川柳への応募を行おうという取り組みもしているが、応募は未発表の作品に限るという規約のため、番組内で発表済の川柳は番組スタッフによって句の主旨が変化しない程度の改変を加えた上で応募している。結果は以下の通り。
- 2020年度 - 入選作品なし。余談ではあるものの、PN テンビのYOASOBIを題材とした入選作品がかつてコーナー内で紹介された句と類似していたため、盗作疑惑が一部リスナーの間で噂された[注釈 2]。

#### 「勝ち抜き！東ブクロの嫁決定戦」シリーズ
その名の通り、東ブクロの嫁を募集するコーナー。東ブクロの嫁になりたい女子二人と同時に電話を繋いで早押しクイズで対決し、3週勝ち抜いたリスナーは実際に東ブクロと結婚できるという触れ込みである。
2020年6月6日の放送でRN 白くまきなこ が三週連続勝ち抜きを達成したが、RN 白くまきなこ 本人が東ブクロと枕を共にするだけの関係を熱望したため、東ブクロと結婚する権利は未だ誰も手にしていない。
このコーナーに関しては、本選で敗退した女性リスナー（RN 坂口ケンタウロス、RN あき）を男性リスナーが取り合う「○○の旦那決定戦」や、番組内で度々登場していたリスナーであるRN むけ男の友達を募集する「むけ男の親友決定戦」、果ては東ブクロに実母がいるにもかかわらずなぜか開催された「もりおくんのオカン決定戦」などの派生コーナーがラジオクラウドで林立し、カオスの様相を呈している。第一回戦の挑戦者は一児の母でもあるRN ホーリーママだったが実母が勝ち進む結果となった。
2021年12月4日（5日未明）の放送ではパンサー・向井慧がパーソナリティを務める番組『＃むかいの喋り方』（CBCラジオ）とのコラボ企画として、向井をゲストに迎え「向井の嫁決定戦」を放送。しかしこの番組の放送時間内に企画が収まりきらなかったため、リスナー同士によるクイズ対決は7日に放送される『＃むかいの喋り方』の番組内で行われた。

#### 家、誘ってイイですか？
『家、ついて行ってイイですか？』のパロディコーナー。リスナーに、「これは、次回ヤレるんじゃないか？」と思っている異性との現状を報告してもらう。メールの内容を受け、二人が「家、誘ってイイ」かどうかを判定する。

#### 続きを読むなら課金制
リスナーの書いたエロい体験談や、エロい妄想を紹介するコーナー。いいところで「続きを読むには課金してください」という文章でシメ、続きを読みたい投稿には二人が実際に100円を課金。次週、その続きが紹介されることで完結するという流れ。課金して貯まったお金は、何かの機会に番組で有効活用するということになっている。

#### 匂わせ純猥談
2020年5月17日の放送で、『純猥談』という性の体験談を一般女性から募っているサイトに東ブクロと一夜を共にしたと思われる女性の書き込みが発見され、番組内で大いに話題となった（当該サイト）ことをきっかけに発足したパロディコーナー。有名人と一夜を共にした架空の体験談を、文面からそれとなく匂わせるように書いてもらう。最後の一文は元ネタとなった書き込みになぞらえ、「ずっとあなたのファンでした。」でシメることが決まりである。ネタは東ブクロの嫁決定戦にエントリーしたRN 坂口ケンタウロス が読む。

#### 盛るのは恥だが役に立つ
東ブクロがラジオで常習的にフリートークの内容を盛ることから発足したコーナー。様々な芸能人が公の場で語った中で盛られている疑いのあるエピソードトークをリスナーが告発し、それに基づいて盛っているか否かを二人が吟味の上で判定する。

#### セフレ限定 東ブクロあるある
東ブクロが頻繁に行う言動をあるあるとして送ってもらうコーナー。その特徴は東ブクロと肉体関係を結んだことのあるセックスフレンドからのみのメール募集となっており、なりすまし予防のために一見の投稿者に対してはスタッフが電話で事実確認を取っている。2021年1月30日の放送では、『オードリーのオールナイトニッポン』のコーナー『死んでもやめんじゃねーぞ』のパロディとして『セフレやめんじゃねーぞ』に改題されて行われた。

#### ポツダム宣言ちゃうぞ
2021年1月30日の放送で、東ブクロがポツダム宣言を引き合いに出して例えツッコミを行ったことから生まれたコーナー。コーナーとしての明確な体裁は決められておらず、ボケに対して日本史関連の用語を中心としたインテリジェンスな例えツッコミをするというルールの下、様々な趣向のメールが投稿されている。メールの投稿数は多く人気コーナーではあるものの、さらば青春の光の二人の証言では『霜降り明星のオールナイトニッポン』のコーナー『野党！』と酷似していることからこのコーナーを良く思っていないスタッフもいるらしい。

#### いけたやん！東ブクロ
「ポツダム宣言ちゃうぞ」と同じエピソードから生まれたコーナー。ポツダム宣言の例えツッコミのようなクリティカルヒットをテレビで出せない東ブクロがメディア出演したにもかかわらず上手くツッコめなかった際、どのようなツッコミをすればよかったのか正解をリスナーに教えてもらうコーナー。

#### チン理テスト
2021年5月16日放送回のアフタートークにて誕生したコーナーのひとつ。『内田有紀 夜空にYOU KISS!』のコーナー『心理テスト』からインスパイアされた。「チンコ」が答えになる心理テストを送って貰うコーナー。

#### 我が家の誤作動
2021年5月16日放送回のアフタートークにて誕生したコーナーのひとつ。『aikoの@llnightnippon.com』のコーナー『我が家の誤作動』からインスパイアされた。お笑いトリオ我が家に起きた誤作動を送って貰うコーナー。

#### 口でよければ
2021年5月16日放送回のアフタートークにて誕生したコーナーのひとつ。『中山美穂 ちょっとだけええかっこC』のコーナー『口でよければ』からインスパイアされた。「口でよければ」というセリフが出てくる、ミポリンとのやりとりを送って貰うコーナー。

#### よだれ研究会
2021年5月23日放送回のアフタートークにて誕生したコーナーのひとつ。森田発案。『広末涼子のがんばらナイト』のコーナー『ダジャレ研究会』からインスパイアされた。博士と助手の広末くんが、よだれの使い方やよだれの可能性について研究、発見していくコーナー。

#### 裏す辞典
2021年5月23日放送回のアフタートークにて誕生したコーナーのひとつ。森田発案。『広末涼子のがんばらナイト』のコーナー『広末涼子の裏辞典』からインスパイアされた。「裏筋」を辞書で調べたという体裁で自分なりの裏筋の見解を発表するコーナー。

#### ものまね実家王決定戦
2021年5月23日放送回のアフタートークにて誕生したコーナーのひとつ。ディレクター福田発案。『広末涼子のがんばらナイト』のコーナー『カセットものまね王座決定戦』からインスパイアされた。リスナーから、スマホのボイスメモを使い、実家の親や兄弟がいる部屋で録音したモノマネを送って貰うコーナー。

#### プチせくす
2021年5月23日放送回のアフタートークにて誕生したコーナーのひとつ。ディレクター福田発案。『いきものがかり吉岡聖恵のオールナイトニッポン』のコーナー『プチせつな』からインスパイアされた。日常で起こった、「ちょっとセックスだった瞬間」を送って貰うコーナー。

#### 「あん！？何じゃワレ！！」
2021年5月23日放送回のアフタートークにて誕生したコーナーのひとつ。さらば青春の光マネージャー・ヤマネヒロマサ発案。『みずえとすーさんのくるくる放送局 これしかナイト日曜日』のコーナー『け！わやっちゃ！』からインスパイアされた。リスナーから「言い合いで完全敗北した悔しい内容」を投稿して貰い、さらばの二人がリスナー側に立って相手を打ち負かすことの出来る暴論を授けスッキリさせるコーナー。

#### エロ良くない話
2021年5月23日放送回のアフタートークにて誕生したコーナーのひとつ。ADシバタ発案。『ケンドーコバヤシのテメオコ』のコーナー『浅良くない話』からインスパイアされた。エロくて良くない話を送って貰うコーナー。

#### 粋なゴシップ
2021年5月23日放送回のアフタートークにて誕生したコーナーのひとつ。ADシバタ発案。『アンタッチャブルのシカゴマンゴ』のコーナー『粋なウワサ』からインスパイアされた。本人の耳に届いても悪い気がしない「粋なゴシップ」を送って貰うコーナー。

#### 兄貴、やっときました！
2021年5月23日放送回のアフタートークにて誕生したコーナーのひとつ。東ブクロ発案。番組を早く終わらせたい東ブクロの舎弟になりきって、番組終了に追い込むために動いたことを報告するコーナー。

#### おもいきったサムネ
2021年5月23日放送回のアフタートークにて誕生したコーナーのひとつ。作家・渡辺発案。『さらば青春の光のGO!GUY!』のコーナー『いや、釣りかい！』をリメイクしたもの。放送された番組の思い切ったサムネの文言を提案し、様々な番組の視聴者数を増やそうというコーナー。

#### 港のヨシタカ
「自分たちのYouTubeを観ない」、「古畑任三郎のモノマネをしたことがない」など、度々カッコつけた発言をする東ブクロが言いそうなカッコつけセリフを『港のヨーコ・ヨコハマ・ヨコスカ』に乗せて紹介するコーナー。デヴィ・スカルノが言いそうなセリフを紹介する「港のスカルノ」や、川口春奈が言いそうなセリフを紹介する「港のハルナ」などの派生コーナーも存在する。

#### 今週の匂わせ
森田が吉岡里帆に対しInstagramで男女交際をそれとなく示唆する行為、すなわち匂わせを一方的に仕掛け、それが森田の思惑通りネットニュースに取り上げられるなどして話題となったことから2021年7月24日に発足したコーナー。毎週森田がInstagramのストーリーズ機能を活用して様々な女性タレントに一方的な匂わせを行い、その標的となった人物が誰であるのかリスナーに予想させる。

#### むらっとフラッシュ
TBSラジオ『パンサー向井の＃ふらっと』内のコーナー『ふらっとフラッシュ』のパロディコーナーで、CM明けに行われる。リスナーから日常生活の中でムラッとした場面を募集し、それを受けて東ブクロが一言コメントを寄せる。締めにはRN.大入袋が考案した、それっぽいジングルが流れる。

#### 興奮した
むらっとフラッシュのボツネタを、森田が小泉純一郎の声真似をしつつ紹介するコーナー。BGMはX JAPANの『Forever Love』。

#### 腹減った
リスナーの性欲が食欲に負けた瞬間を、森田が小泉純一郎の真似をしつつ紹介するコーナー。
2023年1月21日の放送にて、『孤独のグルメ』のBGMに乗せて森田が亀頭五郎(井之頭五郎のパロディ)に扮してメールを紹介する案が出たものの、当番組スタッフからコーナーの趣旨を伝えられたレコード会社が楽曲の使用を許可しなかったためボツとなったことが明かされた。

#### 童貞タイムショック
2022年6月25日放送回のアフタートークにて、大学で童貞ということを隠しているRN むけ男が、森田からの「友達から(手マンの際)指は何本入れる？って言われたらどうする？」という問いに対して「(指は5本あるから)間とって3」と答え、場が盛り上がったことをきっかけに発足した。
事前審査を通過した童貞リスナーと電話を繋ぎ、タダバカ側からの性にまつわる質問にあたかも経験済みかのように答えてもらうコーナー。全ての問題に対し経験者のように答えることができれば、スタジオをセクシー美女リスナーと見学することができる。

#### 摘発三段活用
何かをもじった風俗店の店名が摘発を繰り返してどんな店名になったのかを三段活用で紹介するコーナー。

#### エロおかし
リスナーがエロいことをしている時に風情を感じた瞬間を送ってもらうコーナー。

#### 宝物
TBSラジオでの放送終了後にラジオクラウドで配信される「おまけトーク」内のコーナー。リスナーから思い出の品と、それにまつわるエピソードを募集する。東ブクロがその物品を宝物と判定した場合、番組ステッカーと交換することができる。

#### HEY!HEY!教育委員会
2024年開始。性にまつわる設問を出し、アーティストの曲を抜き出す形で回答するコーナー。設問や回答のフリは「〇〇くんの答え」と平成教育委員会方式で送り出すのが決まり。Podcastでは楽曲を流すことができないため、無音編集されている。

### 過去のコーナー

#### うっかりラジオ福島
この番組の改編情報をうっかり解禁前にホームページで発表してしまったラジオ福島になぞらえ、おっちょこちょいなラジオ福島のスタッフが、うっかりホームページに載せてしまった情報を見つけて報告してもらうコーナー。2020年8月22日の放送をもって、『Fine!!』が放送終了するという来期の改編情報を漏らさなかったという理由で「いい加減許してあげてもいいんじゃないか」となり終了。

#### しっかりNBCラジオ
「うっかりラジオ福島」からの派生コーナー。当初は夕方の時間帯にこの番組をNBCラジオ佐賀で遅れネットしていたが、この番組の内容の下世話さを受けて急遽夜の時間帯に番組の放送時間を変更した（と番組内では説明している）、しっかり者のNBCラジオ佐賀のスタッフの日常について報告してもらうコーナー。「同局で放送されている「さらば青春の光の『青春デストロイヤー』」の放送内容を見る限り、どう考えてもしっかりしていない」という理由で「うっかりラジオ福島」と時を同じくして終了。

#### Fine!!なメール
オープニングで行われるコーナー。TBSラジオで平日の同時間帯に放送されている『Fine!!』で読まれるような爽やかなメールを募集する。メールテーマはその週の『Fine!!』で募ったものと共通となる。2020年9月12日・9月26日の放送では『Fine!!』で木・金・土曜日にパーソナリティを務めている池田めぐみが参加し、リスナーから送られた下ネタ交じりのメールを読み上げた。『Fine!!』の終了に伴いコーナーも終了、翌週からこのコーナーのフォーマットは「CITY 汁 CLUB」に引き継がれた。

#### せっかくテレビ埼玉
テレビ埼玉で放送されているさらば青春の光のレギュラー番組『ミュージックHEAVEN』のスタッフが、せっかく東ブクロの誕生日をサプライズで祝おうと準備していたにもかかわらず肝心の本番でグダグダになってしまったというエピソードから生まれたコーナー。様々なシチュエーションで、テレビ埼玉のスタッフがせっかくの準備を台無しにしてしまったエピソードをリスナーから募集する。なお、実際にはテレビ埼玉社員の他に、テレビ埼玉から委嘱を受けた制作会社のスタッフも『ミュージックHEAVEN』の制作に携わっているとのこと。2021年2月13日放送回で終了し、『ミュージックHEAVEN』自体もその翌月に放送終了した。

## スタッフ
当番組メインパーソナリティであるさらば青春の光と合わせて「チームタダバカ」などと呼ばれることが多い。
- 福田展大 - ディレクター。ダイアンのTOKYO STYLE、おとなりさんなども担当。
- 柴田俊希 - AD。セクシー美女審議委員会委員長を務め、キャバクラやLINE等で身を削った調査をたびたび行っている。アルコ&ピースのD.C.GARAGE、土曜朝6時　木梨の会。なども担当。
- 渡辺佑欣 - 構成作家。
- ヤマネヒロマサ - さらば青春の光のマネージャー。

## 劇団タダバカ
番組に電話出演するリスナーの中で、強いインパクトを残したことで頻繁に出演の機会を勝ち取った人気リスナーたちの総称。彼らのことは「劇団員」と呼ばれ、様々な機会で活躍を続けている。

### 主な劇団員
2020年9月5日のおまけトーク内で森田に名指しされた者のみを記述する。
- RN 坂口ケンタウロス - 「匂わせ純猥談」のコーナーでネタ読みを担当。声に定評がありこの番組のリスナーである中田花奈が絶賛していた。ザ・森東が主催するイベント株主総会では毎年冒頭に発表される業務報告のナレーションを担当している。
- RN むけ男 - 番組内の企画で、RN デビル勝とお笑いコンビ「ダンボールドルフィン」を結成。2020年10月17日の放送でピンチヒッターを担当。stand.fmで配信されている『ダンボールドルフィンのお天気バスターズ』パーソナリティー。2021年2月20日放送回のアフタートークにて大阪工業大学、近畿大学、立命館大学、関西学院大学に合格したことが明かされた。
- RN デビル勝 - 番組内の企画で、RN むけ男とお笑いコンビ「ダンボールドルフィン」を結成。2020年10月17日の放送でピンチヒッターを担当。stand.fmで配信されている『ダンボールドルフィンのお天気バスターズ』パーソナリティー。2021年2月20日放送回のアフタートークにて大阪経済大学に合格したことが明かされた。
- RN 駄作
- RN しずか - 東ブクロの元セックスフレンド。
- RN アキ - 東ブクロの現セックスフレンド。
- RN 白くまきなこ - 2020年10月17日の放送でピンチヒッターを担当。
- RN ホーリーママ
- RN ホーリーママ の長男
- 東ブクロの母

## 音楽

### エンディング曲
- チュロス（森田哲矢）「Take it easy」作詞作曲：チュロス（クラウンレコード）[7]　森田の中高時代の同級生が組んでいたアマチュアバンド楽曲のカバー。番組内で度々鼻歌として歌っていたことから、音源化を求める声もあり、バックドロップシンデレラの協力を得て音源化。歌っているのは森田のみだが、音源化の際はチュロス名義[7]。

## ネット局
| 放送対象地域  | 放送局                        | 系列    | 放送開始       | 放送時間                    | 備考       |
| ------------- | ----------------------------- | ------- | -------------- | --------------------------- | ---------- |
| 関東広域圏    | TBSラジオ                     | JRN     | 2020年1月4日   | 日曜 3:00 - 3:30 (土曜深夜) | 制作局     |
| 北海道        | 北海道放送（HBC）             | JRN/NRN | 2021年10月3日  | 日曜 3:00 - 3:30 (土曜深夜) | 同時ネット |
| 秋田県        | 秋田放送（ABS）               | JRN/NRN | 2020年4月5日   | 日曜 3:00 - 3:30 (土曜深夜) | 同時ネット |
| 佐賀県 長崎県 | NBCラジオ佐賀 長崎放送（NBC） | JRN/NRN | 2020年4月11日  | 日曜 23:00 - 23:30          | 遅れネット |
| 福岡県        | RKB毎日放送                   | JRN     | 2022年10月10日 | 月曜 1:30 - 2:00 (日曜深夜) | 9日遅れ    |

### 過去のネット局
- 大分放送（2020年4月13日 - 9月28日　月曜 19:30 - 20:00に遅れネット）
- 青森放送（2020年10月4日 - 2021年3月28日　同時ネット）
- ラジオ福島（2020年4月5日 - 2022年3月27日　同時ネット）
- 北陸放送（2020年4月5日 - 2022年9月25日　同時ネット）
- 福井放送（2022年10月9日 - 2023年3月25日　日曜 23:30 - 24:00に遅れネット)
- RSK山陽放送（2022年10月2日 - 2023年10月1日　同時ネット）[注釈 5]
- 東北放送（2023年10月16日 - 2024年3月25日 月曜 21:30 - 22:00に遅れネット）
- 琉球放送（2020年4月5日 - 2025年3月30日　同時ネット）

## イベント
『RADIO EXPO 〜TBSラジオ万博2020〜』（2020年2月10日・2月11日・パシフィコ横浜）